# Artel

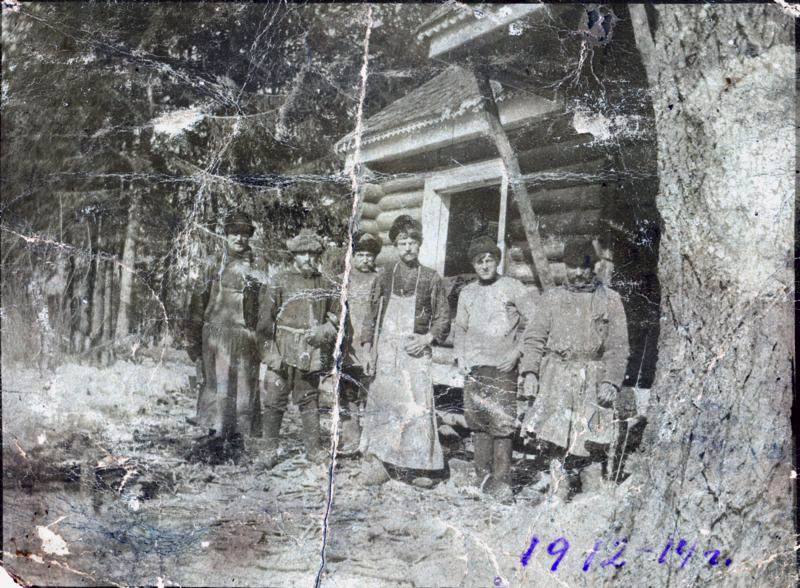
Een artel van timmerlieden

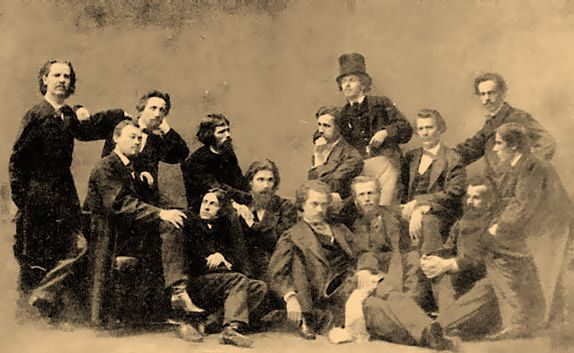
Een artel van kunstenaars

Artel (Russisch: артель) is een historische term voor verschillende coöperatieve samenwerkingsverbanden in Rusland.
Historisch gezien waren artels semi-formele samenwerkingsverbanden binnen verschillende economische sectoren, zoals de visserij, mijnbouw, handel, vrachtladers, houthakkers, dieven of bedelaars. Vaak werkten artels ver van thuis en leefden in een commune. Het werk gebeurde vaak op basis van gemeenschappelijke verantwoordelijkheid. De betaling voor het werk werd vaak geregeld op basis van mondelinge overeenkomsten; vaak gelijk verdeeld over de deelnemers. Artels werden vaak opgezet voor seizoenswerk.
Over de loop van de tijd ontstonden er langzamerhand steeds formelere vormen van artels, waarbij een interne hiërarchie ontstond en afspraken wettelijk werden vastgelegd. Door de komst van het communisme stopte deze vorm van bedrijfsvoering; de industrialisatie en collectivisatie verdween de artel uit het Russische economische landschap. Alleen in de goudmijnbouw werd de artel nog toegestaan. Uit een van deze artels groeide later het bedrijf Poljoes Zoloto.
In het huidige Rusland wordt de benaming artel niet gebruikt als officiële bedrijfsvorm, al gebruiken sommige bedrijven het woord "artel" in hun bedrijfsnaam, met name in sectoren waarin artels vroeger gemeengoed waren, zoals de goudmijnbouw en de visserij.